# Pristimantis kareliae
Pristimantis kareliae é uma espécie de anfíbio caudado da família Strabomantidae. Está presente na Venezuela. A UICN classificou-a como quase ameaçada.